# Személyiségzavar
A személyiségzavar nem betegség, hanem a személyiséget jellemző állapot, bizonyos személyiségvonás(ok) szélsőséges megnyilvánulása. Gyakran a társas kapcsolatokban jelentkező konfliktusként manifesztálódik, illetve megnehezíti vagy ellehetetleníti a normális életvitelt (mindennapos szükségletek ellátása, munkavégzés, szociális kapcsolatok stb.).
Bár számos megjelenési formája van, jellemző rá egyfajta fokozott rugalmatlanság, a környezethez való alkalmazkodás hiánya. Gyakori, hogy az érintett személy környezete az egyénnél is jobban szenved. Mivel az illető sokszor nem tud a probléma létezéséről, ezért nem kér, illetve nem is fogad el segítséget. Leggyakrabban serdülő- vagy fiatalfelnőtt korban válik felismerhetővé, de bizonyos formái előfordulhatnak gyermekkorban is. Gyakran pszichés betegségekkel együtt jelentkezik (komorbiditás), de önállóan is előfordul.
A DSM-V multiaxiális diagnosztikai rendszerének második tengelyén szerepel. Prevalenciája a teljes lakosságban 5-15% közé tehető.

## Csoportosításuk (DSM-V szerint)
A kategóriák nem különülnek el szigorúan, néhol átfedésben vannak egymással, valamint egy személynél több személyiségzavar is jelen lehet.

### Excentrikus (különc) személyiségzavarok– A csoport
1. paranoid személyiségzavar
2. skizoid személyiségzavar
3. skizotip személyiségzavar

### Dramatikus (teátrális) személyiségzavarok– B csoport
1. antiszociális személyiségzavar
2. borderline személyiségzavar
3. hisztrionikus személyiségzavar
4. narcisztikus személyiségzavar

### Szorongásos személyiségzavarok– C csoport
1. elkerülő személyiségzavar
2. dependens személyiségzavar
3. obszesszív-kompulzív személyiségzavar

## Egyéb személyiségzavarok
- Passzív-agresszív személyiségzavar
- Szenzitív személyiségzavar
- Depresszív személyiségzavar
- Hipertím személyiségzavar
- Irritábilis személyiségzavar